# Final de la Liga de Campeones de la UEFA 2013-14
La final de la UEFA Champions League 2013-2014, se disputó el día 24 de mayo de 2014 en el Estadio da Luz de Lisboa, Portugal. Esta 59.ª edición de la final de la Copa de Europa y la 22.ª en el actual formato de Liga de Campeones, disputada por dos clubes españoles, fue la primera vez en la historia en la que los dos equipos finalistas eran de la misma ciudad, Madrid.
Los equipos que la disputaron fueron el Real Madrid Club de Fútbol y el Club Atlético de Madrid, con resultado de 4–1 a favor de los madridistas, que se alzaron con su «Décima» Copa de Europa.

## Finalistas
En negrita, las finales ganadas.
| Equipos            | Finales jugadas anteriormente                                                                                  |
| ------------------ | --- |
| Real Madrid        | 1955-56, 1956-57, 1957-58, 1958-59, 1959-60, 1961-62, 1963-64, 1965-66, 1980-81, 1997-98, 1999-2000 y 2001-02. |
| Atlético de Madrid | 1973-74. |

## Sede
El Estádio da Luz (oficialmente conocido como Estádio do Sport Lisboa e Benfica) en Lisboa, Portugal, fue elegido como sede de la final de la Liga de Campeones de la UEFA de 2014 en una reunión del Comité Ejecutivo de la UEFA en Estambul, Turquía, el 20 de marzo de 2012.

Estadio del Benfica de la Primeira Liga portuguesa desde 2003, fue construido para albergar cinco partidos de la Eurocopa 2004, incluida la final.
| Portugal                     |                |                |                |
| Ciudad                       | Estadio        |                |                |
| Lisboa                       | Estádio da Luz | Estádio da Luz | Estádio da Luz |
|                              |                |                |                |
| 65 647 espectadores          |                |                |                |
| Final Liga de Campeones 2014 |                |                |                |

## Camino a la final

### Real Madrid
| Fecha                                                                          | Fase                     | Estadio                      | Local             | Resultado | Visitante         |
| ------------------------------------------------------------------------------ | ------------------------ | ---------------------------- | ----------------- | --------- | ----------------- |
| 17 de septiembre de 2013                                                       | Fase de grupos Grupo B   | Türk Telekom Arena, Estambul | Galatasaray       | 1 – 6     | Real Madrid       |
| 2 de octubre de 2013                                                           | Fase de grupos Grupo B   | Santiago Bernabéu, Madrid    | Real Madrid       | 4 – 0     | Copenhague        |
| 23 de octubre de 2013                                                          | Fase de grupos Grupo B   | Santiago Bernabéu, Madrid    | Real Madrid       | 2 – 1     | Juventus          |
| 5 de noviembre de 2013                                                         | Fase de grupos Grupo B   | Juventus Stadium, Turín      | Juventus          | 2 – 2     | Real Madrid       |
| 27 de noviembre de 2013                                                        | Fase de grupos Grupo B   | Santiago Bernabéu, Madrid    | Real Madrid       | 4 – 1     | Galatasaray       |
| 10 de diciembre de 2013                                                        | Fase de grupos Grupo B   | Parken Stadion, Copenhague   | Copenhague        | 0 – 2     | Real Madrid       |
| Real Madrid se clasificó a octavos quedando primero en su grupo con 16 puntos. |                          |                              |                   |           |                   |
| 26 de febrero de 2014                                                          | Octavos de final Llave 8 | Veltins-Arena, Gelsenkirchen | Schalke 04        | 1 – 6     | Real Madrid       |
| 18 de marzo de 2014                                                            | Octavos de final Llave 8 | Santiago Bernabéu, Madrid    | Real Madrid       | 3 – 1     | Schalke 04        |
| Real Madrid se clasificó a cuartos con un global de 9–2.                       |                          |                              |                   |           |                   |
| 2 de abril de 2014                                                             | Cuartos de final Llave 3 | Santiago Bernabéu, Madrid    | Real Madrid       | 3 – 0     | Borussia Dortmund |
| 8 de abril de 2014                                                             | Cuartos de final Llave 3 | Signal Iduna Park, Dortmund  | Borussia Dortmund | 2 – 0     | Real Madrid       |
| Real Madrid se clasificó a semifinales con un global de 3–2.                   |                          |                              |                   |           |                   |
| 23 de abril de 2014                                                            | Semifinales Llave 1      | Santiago Bernabéu, Madrid    | Real Madrid       | 1 – 0     | Bayern Múnich     |
| 29 de abril de 2014                                                            | Semifinales Llave 1      | Allianz Arena, Múnich        | Bayern Múnich     | 0 – 4     | Real Madrid       |
| Real Madrid se clasificó a la final con un global de 5–0.                      |                          |                              |                   |           |                   |

### Atlético de Madrid
| Fecha                                                                                | Fase                     | Estadio                    | Local         | Resultado | Visitante     |
| ------------------------------------------------------------------------------------ | ------------------------ | -------------------------- | ------------- | --------- | ------------- |
| 18 de septiembre de 2013                                                             | Fase de grupos Grupo G   | Vicente Calderón, Madrid   | Atlético      | 3 – 1     | Zenit         |
| 1 de octubre de 2013                                                                 | Fase de grupos Grupo G   | Estádio do Dragão, Oporto  | Oporto        | 1 – 2     | Atlético      |
| 22 de octubre de 2013                                                                | Fase de grupos Grupo G   | Gerhard Hanappi, Viena     | Austria Viena | 0 – 3     | Atlético      |
| 6 de noviembre de 2013                                                               | Fase de grupos Grupo G   | Vicente Calderón, Madrid   | Atlético      | 4 – 0     | Austria Viena |
| 26 de noviembre de 2013                                                              | Fase de grupos Grupo G   | Petrovsky, San Petersburgo | Zenit         | 1 – 1     | Atlético      |
| 11 de diciembre de 2013                                                              | Fase de grupos Grupo G   | Vicente Calderón, Madrid   | Atlético      | 2 – 0     | Oporto        |
| Atlético de Madrid se clasificó a octavos quedando primero en su grupo con 16 puntos |                          |                            |               |           |               |
| 19 de febrero de 2014                                                                | Octavos de final Llave 4 | Giuseppe Meazza, Milán     | AC Milan      | 0 – 1     | Atlético      |
| 11 de marzo de 2014                                                                  | Octavos de final Llave 4 | Vicente Calderón, Madrid   | Atlético      | 4 – 1     | AC Milan      |
| Atlético de Madrid se clasificó a cuartos con un global de 5–1.                      |                          |                            |               |           |               |
| 1 de abril de 2014                                                                   | Cuartos de final Llave 1 | Camp Nou, Barcelona        | FC Barcelona  | 1 – 1     | Atlético      |
| 9 de abril de 2014                                                                   | Cuartos de final Llave 1 | Vicente Calderón, Madrid   | Atlético      | 1 – 0     | FC Barcelona  |
| Atlético de Madrid se clasificó a semifinales con un global de 2–1.                  |                          |                            |               |           |               |
| 22 de abril de 2014                                                                  | Semifinales Llave 2      | Vicente Calderón, Madrid   | Atlético      | 0 – 0     | Chelsea       |
| 30 de abril de 2014                                                                  | Semifinales Llave 2      | Stamford Bridge, Londres   | Chelsea       | 1 – 3     | Atlético      |
| Atlético de Madrid se clasificó a la final con un global de 3–1.                     |                          |                            |               |           |               |

## Partido
| 1     | POR   | Iker Casillas     |     |
| 4     | DEF   | Sergio Ramos      |     |
| 2     | DEF   | Raphaël Varane    |     |
| 5     | DEF   | Fábio Coentrão    | 59' |
| 15    | DEF   | Daniel Carvajal   |     |
| 6     | MED   | Sami Khedira      | 59' |
| 19    | MED   | Luka Modrić       |     |
| 22    | MED   | Ángel Di María    |     |
| 11    | DEL   | Gareth Bale       |     |
| 7     | DEL   | Cristiano Ronaldo |     |
| 9     | DEL   | Karim Benzema     | 79' |
| D. T. | D. T. | Carlo Ancelotti   |     |

| 13    | POR   | Thibaut Courtois |     |
| 2     | DEF   | Diego Godín      |     |
| 3     | DEF   | Filipe Luis      | 83' |
| 23    | DEF   | João Miranda     |     |
| 20    | DEF   | Juanfran         |     |
| 8     | MED   | Raúl García      | 66' |
| 5     | MED   | Tiago Mendes     |     |
| 14    | MED   | Gabi             |     |
| 6     | MED   | Koke             |     |
| 19    | DEL   | Diego Costa      | 9'  |
| 9     | DEL   | David Villa      |     |
| D. T. | D. T. | Diego Simeone    |     |

| 12 | DEF | Marcelo       | 59' |
| 23 | MED | Isco          | 59' |
| 21 | DEL | Álvaro Morata | 79' |

| 7  | DEL | Adrián López      | 9'  |
| 24 | MED | José Sosa         | 66' |
| 12 | DEF | Toby Alderweireld | 83' |

| 90+3' · 110' · 118' · 120' | Sergio Ramos Gareth Bale Marcelo Cristiano Ronaldo | 1:1 2:1 3:1 4:1 |

| 36' | Diego Godín | 0:1 |

| 27' · 45+1' · 118' · 120' · 120+3' | Sergio Ramos Sami Khedira Marcelo Cristiano Ronaldo Raphaël Varane |

| 27' · 53' · 72' · 74' · 86' · 100' · 120' | Raúl García Miranda David Villa Juanfran Koke Gabi Diego Godín |

| 120' | Diego Simeone (DT) |

| Principal  | Björn Kuipers     |
| Asistentes | Sander Van Roekel |
|            | Erwin Zeinstra    |
| Cuarto     | Cüneyt Çakir      |

| Áreas | Pol van Boekel   |
|       | Richard Liesveld |

|                    |     |     |
| Tiros              | 21  | 10  |
| Tiros a puerta     | 12  | 6   |
| Faltas             | 19  | 27  |
| Saques de esquina  | 9   | 9   |
| Penaltis           | 1   | 0   |
| Fueras de juego    | 0   | 4   |
| Posesión del balón | 60% | 40% |

| Alineación inicial |

| 1     | POR   | Iker Casillas     |     |
| 4     | DEF   | Sergio Ramos      |     |
| 2     | DEF   | Raphaël Varane    |     |
| 5     | DEF   | Fábio Coentrão    | 59' |
| 15    | DEF   | Daniel Carvajal   |     |
| 6     | MED   | Sami Khedira      | 59' |
| 19    | MED   | Luka Modrić       |     |
| 22    | MED   | Ángel Di María    |     |
| 11    | DEL   | Gareth Bale       |     |
| 7     | DEL   | Cristiano Ronaldo |     |
| 9     | DEL   | Karim Benzema     | 79' |
| D. T. | D. T. | Carlo Ancelotti   |     |

| 13    | POR   | Thibaut Courtois |     |
| 2     | DEF   | Diego Godín      |     |
| 3     | DEF   | Filipe Luis      | 83' |
| 23    | DEF   | João Miranda     |     |
| 20    | DEF   | Juanfran         |     |
| 8     | MED   | Raúl García      | 66' |
| 5     | MED   | Tiago Mendes     |     |
| 14    | MED   | Gabi             |     |
| 6     | MED   | Koke             |     |
| 19    | DEL   | Diego Costa      | 9'  |
| 9     | DEL   | David Villa      |     |
| D. T. | D. T. | Diego Simeone    |     |

| 12 | DEF | Marcelo       | 59' |
| 23 | MED | Isco          | 59' |
| 21 | DEL | Álvaro Morata | 79' |

| 7  | DEL | Adrián López      | 9'  |
| 24 | MED | José Sosa         | 66' |
| 12 | DEF | Toby Alderweireld | 83' |

| 90+3' · 110' · 118' · 120' | Sergio Ramos Gareth Bale Marcelo Cristiano Ronaldo | 1:1 2:1 3:1 4:1 |

| 36' | Diego Godín | 0:1 |

| 27' · 45+1' · 118' · 120' · 120+3' | Sergio Ramos Sami Khedira Marcelo Cristiano Ronaldo Raphaël Varane |

| 27' · 53' · 72' · 74' · 86' · 100' · 120' | Raúl García Miranda David Villa Juanfran Koke Gabi Diego Godín |

| 120' | Diego Simeone (DT) |

| Principal  | Björn Kuipers     |
| Asistentes | Sander Van Roekel |
|            | Erwin Zeinstra    |
| Cuarto     | Cüneyt Çakir      |

| Áreas | Pol van Boekel   |
|       | Richard Liesveld |

|                    |     |     |
| Tiros              | 21  | 10  |
| Tiros a puerta     | 12  | 6   |
| Faltas             | 19  | 27  |
| Saques de esquina  | 9   | 9   |
| Penaltis           | 1   | 0   |
| Fueras de juego    | 0   | 4   |
| Posesión del balón | 60% | 40% |

| Alineación inicial |

| 1     | POR   | Iker Casillas     |     |
| 4     | DEF   | Sergio Ramos      |     |
| 2     | DEF   | Raphaël Varane    |     |
| 5     | DEF   | Fábio Coentrão    | 59' |
| 15    | DEF   | Daniel Carvajal   |     |
| 6     | MED   | Sami Khedira      | 59' |
| 19    | MED   | Luka Modrić       |     |
| 22    | MED   | Ángel Di María    |     |
| 11    | DEL   | Gareth Bale       |     |
| 7     | DEL   | Cristiano Ronaldo |     |
| 9     | DEL   | Karim Benzema     | 79' |
| D. T. | D. T. | Carlo Ancelotti   |     |

| 13    | POR   | Thibaut Courtois |     |
| 2     | DEF   | Diego Godín      |     |
| 3     | DEF   | Filipe Luis      | 83' |
| 23    | DEF   | João Miranda     |     |
| 20    | DEF   | Juanfran         |     |
| 8     | MED   | Raúl García      | 66' |
| 5     | MED   | Tiago Mendes     |     |
| 14    | MED   | Gabi             |     |
| 6     | MED   | Koke             |     |
| 19    | DEL   | Diego Costa      | 9'  |
| 9     | DEL   | David Villa      |     |
| D. T. | D. T. | Diego Simeone    |     |

| 12 | DEF | Marcelo       | 59' |
| 23 | MED | Isco          | 59' |
| 21 | DEL | Álvaro Morata | 79' |

| 7  | DEL | Adrián López      | 9'  |
| 24 | MED | José Sosa         | 66' |
| 12 | DEF | Toby Alderweireld | 83' |

| 90+3' · 110' · 118' · 120' | Sergio Ramos Gareth Bale Marcelo Cristiano Ronaldo | 1:1 2:1 3:1 4:1 |

| 36' | Diego Godín | 0:1 |

| 27' · 45+1' · 118' · 120' · 120+3' | Sergio Ramos Sami Khedira Marcelo Cristiano Ronaldo Raphaël Varane |

| 27' · 53' · 72' · 74' · 86' · 100' · 120' | Raúl García Miranda David Villa Juanfran Koke Gabi Diego Godín |

| 120' | Diego Simeone (DT) |

| Principal  | Björn Kuipers     |
| Asistentes | Sander Van Roekel |
|            | Erwin Zeinstra    |
| Cuarto     | Cüneyt Çakir      |

| Áreas | Pol van Boekel   |
|       | Richard Liesveld |

|                    |     |     |
| Tiros              | 21  | 10  |
| Tiros a puerta     | 12  | 6   |
| Faltas             | 19  | 27  |
| Saques de esquina  | 9   | 9   |
| Penaltis           | 1   | 0   |
| Fueras de juego    | 0   | 4   |
| Posesión del balón | 60% | 40% |

| Alineación inicial |

| 1     | POR   | Iker Casillas     |     |
| 4     | DEF   | Sergio Ramos      |     |
| 2     | DEF   | Raphaël Varane    |     |
| 5     | DEF   | Fábio Coentrão    | 59' |
| 15    | DEF   | Daniel Carvajal   |     |
| 6     | MED   | Sami Khedira      | 59' |
| 19    | MED   | Luka Modrić       |     |
| 22    | MED   | Ángel Di María    |     |
| 11    | DEL   | Gareth Bale       |     |
| 7     | DEL   | Cristiano Ronaldo |     |
| 9     | DEL   | Karim Benzema     | 79' |
| D. T. | D. T. | Carlo Ancelotti   |     |

| 13    | POR   | Thibaut Courtois |     |
| 2     | DEF   | Diego Godín      |     |
| 3     | DEF   | Filipe Luis      | 83' |
| 23    | DEF   | João Miranda     |     |
| 20    | DEF   | Juanfran         |     |
| 8     | MED   | Raúl García      | 66' |
| 5     | MED   | Tiago Mendes     |     |
| 14    | MED   | Gabi             |     |
| 6     | MED   | Koke             |     |
| 19    | DEL   | Diego Costa      | 9'  |
| 9     | DEL   | David Villa      |     |
| D. T. | D. T. | Diego Simeone    |     |

| 12 | DEF | Marcelo       | 59' |
| 23 | MED | Isco          | 59' |
| 21 | DEL | Álvaro Morata | 79' |

| 7  | DEL | Adrián López      | 9'  |
| 24 | MED | José Sosa         | 66' |
| 12 | DEF | Toby Alderweireld | 83' |

| 90+3' · 110' · 118' · 120' | Sergio Ramos Gareth Bale Marcelo Cristiano Ronaldo | 1:1 2:1 3:1 4:1 |

| 36' | Diego Godín | 0:1 |

| 27' · 45+1' · 118' · 120' · 120+3' | Sergio Ramos Sami Khedira Marcelo Cristiano Ronaldo Raphaël Varane |

| 27' · 53' · 72' · 74' · 86' · 100' · 120' | Raúl García Miranda David Villa Juanfran Koke Gabi Diego Godín |

| 120' | Diego Simeone (DT) |

| Principal  | Björn Kuipers     |
| Asistentes | Sander Van Roekel |
|            | Erwin Zeinstra    |
| Cuarto     | Cüneyt Çakir      |

| Áreas | Pol van Boekel   |
|       | Richard Liesveld |

|                    |     |     |
| Tiros              | 21  | 10  |
| Tiros a puerta     | 12  | 6   |
| Faltas             | 19  | 27  |
| Saques de esquina  | 9   | 9   |
| Penaltis           | 1   | 0   |
| Fueras de juego    | 0   | 4   |
| Posesión del balón | 60% | 40% |

| Alineación inicial |

| Copa de campeón · Bandera de España |
| Campeón Real Madrid                 |
| 10.° título                         |

## Filmografía
- Reportaje UEFA (27-5-2014), «Magazine Champions League - 'Final Lisboa 2014'» en RTVE.es.
- Reportaje TVE (31-5-2014), «Informe Semanal - 'La Décima copa'» en RTVE.es.
- Documental UEFA (4-4-2015), «Magazine Champions League - 'Las 10 del Real'» en RTVE.es.